# Pablo Echenique
Pablo Echenique Robba (Rosario, Santa Fe, Argentina, 28 de agosto de 1978) es un físico teórico y político español y argentino. Fue secretario de Organización de Podemos hasta junio de 2019 y secretario general de Podemos Aragón entre 2015 y 2017, siendo en la actualidad secretario de Acción de Gobierno, Institucional y Programa de Podemos. Fue elegido eurodiputado por esta formación política en las elecciones de 2014, candidato a la presidencia de Aragón en 2015, y fue  diputado en las XIII y XIV legislatura de las Cortes Generales por Zaragoza, donde ejerció el cargo de portavoz del Grupo confederal de Unidas Podemos-En Comú Podem-Galicia en Común.

## Biografía
Pablo Echenique Robba nació en Rosario (Santa Fe, Argentina) el 28 de agosto de 1978. Llegó a España cuando tenía 13 años y se estableció en Zaragoza, donde vivía con su madre Irma y su hermana Analía. Sufre atrofia muscular espinal, una enfermedad hereditaria y degenerativa, desde que era apenas un bebé. Por esta razón, tiene una discapacidad del 88 % y se desplaza en silla de ruedas. En palabras del propio Echenique, «Tengo poca fuerza, puedo mover todo, pero poco». Su discapacidad fue una de las razones por las cuales su familia emigró a España. El 9 de agosto de 2012 se casó con María Alejandra Nelo Bazán, venezolana a la que había conocido en la universidad cuando aquella estudiaba el doctorado.

### Carrera científica
Echenique se licenció en Ciencias Físicas en 2002 y obtuvo el doctorado en la Universidad de Zaragoza cuatro años después presentando su tesis A bottom up physical approach from small peptides to proteins, calificada con sobresaliente cum laude. Investigó con una beca posdoctoral en el Instituto de Biocomputación y Física de Sistemas Complejos de la Universidad de Zaragoza. En 2008 obtuvo el premio Romper Barreras por la adaptación de su despacho en la universidad.

### Periodismo y discapacidad
En diciembre de 2012 comenzó a escribir en eldiario.es el blog De retrones y hombres junto con Raúl Gay, intentando romper estereotipos sobre el mundo de la discapacidad (el término «retrón» es un neologismo acuñado por Echenique y Gay para referirse a las personas con discapacidad, aunque Echenique utiliza también frecuentemente el apelativo «cascao»). Una de sus contribuciones en el blog, Discapacitado y más feliz que tú... sí, que tú, recibió en 2014 el premio Tiflos de Periodismo en la categoría de Periodismo Digital otorgado por la Organización Nacional de Ciegos Españoles (ONCE). El jurado destacó que «el protagonista se convierte en la voz de la red, con una opinión novedosa que lo sitúa en una perspectiva nueva, que agita el debate, genera discusión, mueve a la reflexión, con un lenguaje directo y vehemente».

### Carrera política
Tras haber militado brevemente en Ciudadanos, Pablo Echenique se unió al partido Podemos desde su creación en enero de 2014, participando en la creación del Círculo Discapacidad, y presentándose como candidato en las primarias para elegir la lista para las elecciones europeas. Echenique fue el cuarto candidato más votado, quedando finalmente en quinta posición por la aplicación del criterio de paridad de género que aplica Podemos en la lista de candidatos. Los resultados de las elecciones dieron a Podemos cinco escaños, gracias a lo cual Pablo Echenique fue elegido eurodiputado. Según declaró, sus prioridades serían la discapacidad y la ciencia.
En febrero de 2015 fue elegido primer secretario general de Podemos Aragón mediante un proceso de primarias abiertas con cerca del 75 % de los votos. Tras renunciar a su acta de europarlamentario fue elegido diputado en las Cortes de Aragón, cargo que ejerció hasta junio de 2017.
El 18 de marzo de 2016 Pablo Iglesias lo propuso para el puesto de secretario de Organización de Podemos en España, en sustitución de Sergio Pascual, cargo al que accedió el 2 de abril de 2016 por unanimidad del Consejo Ciudadano.
El 28 de abril de 2019 fue elegido diputado por Zaragoza con la coalición electoral de Unidas Podemos-En Comú Podem-Galicia en Común. El 10 de noviembre del mismo año fue reelegido diputado por la misma circunscripción. Pablo Echenique,  junto a otros miembros de Podemos, lideró las negociaciones políticas que desembocaron en la formación del primer Gobierno de coalición progresista desde la recuperación de la democracia en España. Fue portavoz parlamentario del Grupo Confederal de Unidas Podemos-En Comú Podem-Galicia en Común en el Congreso de los Diputados desde el nombramiento de Irene Montero como ministra de Igualdad hasta el 26 de julio de 2023, cuando terminó la legislatura.

## Casos judiciales
- En 2019 Echenique fue condenado al pago de una multa por haber mantenido a su asistente personal trabajando para él, sin estar dado de alta en la Seguridad Social.[20]

- En 2020 es condenado al pago de ochenta mil euros por la vulneración del derecho al honor, al afirmar que un hombre que había sido asesinado era un violador.[21] Posteriormente el Tribunal Supremo anuló esta condena tras concluir que no realizó una acusación directa al hermano del demandante, sino que expresó una muestra de solidaridad con su compañera de formación política.[22]